# Rundflügel-Bandfüßer
Der Rundflügel-Bandfüßer (Propolydesmus testaceus) ist eine Art der zu den Doppelfüßern gehörenden Bandfüßer und von West- bis Mitteleuropa verbreitet.

## Merkmale
Die Körperlänge beträgt 13–18 mm, die Körperbreite 1,5–2 mm. Die Färbung ist glänzend hellbraun bis rötlich hellbraun, die Unterseite heller gefärbt. Der Körper ist relativ breit und besteht aus 20 Körperringen. Der Halsschild (Collum) ist viel schmaler als der Kopf. Die 1. Höckerreihe auf den Rückenschildern ist nicht vorhanden, die 2. und 3. nur schwach entwickelt, die Rückenschilder sind glatt und wirken runder als bei den anderen einheimischen Polydesmidae. Die Höcker aller Felderreihen sind undeutlich. Die Ventralspange weist drei spitze Zähne auf. Die Ränder der Paranota sind nur schwach gezähnt und konvex. Die Vorderecken des 2., 3. und 4. Segments sind schwach nach vorne gezogen, die der nachfolgenden Segmente abgerundet. Die Hinterecken des 2. Segments sind stumpfwinklig, bis zum 5. Segment rechtwinklig und vom 6. bis zum 13. Segment wieder stumpfwinklig, erst ab dem 14. Segment überragt der Zahnfortsatz den Hinterrand.

### Ähnliche Arten
Eine sehr ähnliche Art ist Propolydesmus helveticus. Durch die Gestalt der Gonopoden (Begattungsbeine) der Männchen lassen sich die beiden Arten unterscheiden. Ebenfalls sehr ähnlich sind Polydesmus denticulatus und Polydesmus inconstans, die mit 10–17 mm eine ähnliche Länge erreichen und im Habitus P. testaceus sehr ähneln. Bei P. denticulatus sind die Höcker der 1. Reihe der Rückenschilde jedoch schwach ausgeprägt oder undeutlich, während sie bei P. testaceus fehlen. Noch besser zur Unterscheidung geeignet ist jedoch der Halsschild, der bei P. denticulatus so breit wie der Kopf ist, bei P. testaceus aber viel schmaler als der Kopf. Bei P. inconstans sind alle Höckerreihen des Rückenschilds deutlich ausgeprägt. Sowohl bei P. denticulatus, als auch bei P. inconstans weist die Ventralspange zudem 2 spitze Zähne auf und nicht 3. Aus der gleichen Gattung kommt im Verbreitungsgebiet noch Propolydesmus germanicus vor, diese Art ist jedoch kleiner, weißlich gefärbt und lebt vor allem unterirdisch, eine Verwechslung ist daher unwahrscheinlich. Polydesmus angustus und Polydesmus complanatus werden meist größer als P. testaceus, eine Verwechslung ist dennoch möglich. Bei P. angustus weist die Ventralspange ebenfalls 3 Zähne auf, davon sind die beiden äußeren aber breit und nicht zugespitzt. Die sicherste Art der Bestimmung findet über die Gonopoden oder Epigynalstrukturen statt.

## Verbreitung
Die Art ist vor allem von West- bis Mitteleuropa verbreitet. Bekannte Vorkommen gibt es in Frankreich, Großbritannien, Italien, der Schweiz, Belgien, Luxemburg, den Niederlanden und Deutschland. Die Ostgrenze der Verbreitung verläuft durch Deutschland, die Vorkommen in Tschechien, Polen und im Südosten von Schweden sind wahrscheinlich auf Verschleppungen zurückzuführen. Es handelt sich um eine Westart, die sich von eiszeitlichen Rückzugsgebieten in Westeuropa aus nach Deutschland ausgebreitet hat.
In Deutschland ist die Art vor allem im Südwesten zu finden, überwiegend im Gebiet der Mittelgebirge. In der Norddeutschen Tiefebene fehlt sie. Weit verbreitet ist sie in Baden-Württemberg, Rheinland-Pfalz, Hessen, Thüringen und im Saarland. In Bayern kommt sie verstreuter vor und in Sachsen-Anhalt, Niedersachsen und Nordrhein-Westfalen nur im Süden. Die Art gilt in Deutschland als ungefährdet, aber nur mäßig häufig. In der Roten Liste wurde sie nicht bewertet.

## Lebensraum
Die Art bevorzugt kalkhaltige und wärmegetönte Biotope. Sie gilt als Offenlandart / Feldart, die in offenem Gelände, Halbtrockenrasen, Wacholderheiden, Wald- und Gebüschrändern, verlassenen Steinbrüchen, steinigen Plätzen, Gärten, Bahndämmen und Wegrainen vorkommt. P. testaceus kommt zwar meist auf kalkreichen Böden vor, scheint aber nicht an diese gebunden zu sein. In Nordrhein-Westfalen ist sie im Siebengebirge bei Bonn nur in einem trocken-heißen Steinbruch gefunden worden, in Thüringen im Leutratal besiedelt sie vor allem bewirtschaftete Halbtrockenrasen frischer Ausprägung, in Rheinland-Pfalz findet sie sich vorzugsweise an Waldstandorten von höherer Feuchtigkeit, in Baden-Württemberg ist sie weniger an Wald gebunden, bewohnt hier vorzugsweise Waldränder, aber auch Halbtrockenrasen und Wacholderheiden und in Bayern wurde sie u. a. in Botanischen Gärten gefunden. Die Art scheint ein hohes Wärmebedürfnis zu besitzen.

## Lebensweise
Die Hauptaktivität der Art liegt in den Monaten März bis Mai sowie in geringerem Maße von September bis Oktober. Die Nahrung besteht vermutlich aus Laubstreu und Holz.

## Taxonomie
Die Art wurde 1847 von Carl Ludwig Koch unter dem Namen Polydesmus testaceus erstbeschrieben. Weitere Synonyme lauten: Polydesmus macilentus C.L.Koch 1844, Polydesmus subinteger Latzel 1883, Polydesmus laurae Pocock 1890, Polydesmus harpagonifer Verhoeff 1930 und Polydesmus taurinorum Verhoeff 1930. Die Gattung Propolydemus enthält noch mindestens 13 weiterer Arten, die von Makaronesien bis Mitteleuropa verbreitet sind, dazu zählen auch die ebenfalls in Mitteleuropa verbreiteten Arten Propolydesmus germanicus und Propolydesmus helveticus.